# Loch di Aboyne
Il Loch di Aboyne è un loch artificiale e poco profondo di acqua dolce nei Grampiani, in Scozia. Sorge a 2 km a nordest di Aboyne e 42 a ovest-sudovest di Aberdeen. Intorno al 1834 venne costruita una diga di terra per contenere l'acqua, che serviva anche come riserva per un vicino mulino.

## Mappatura
Il loch fu studiato il 13 luglio 1905 da T.N. Johnston e L.W. Collett e poi mappato nell'ambito dell'indagine batimetrica delle acque dolci dei loch della Scozia dal 1897 al 1909 (Bathymetrical Survey of Fresh-Water Lochs of Scotland 1897-1909) di John Murray.

## Flora e fauna
Il loch è stato designato "Sito di Interesse Scientifico Speciale" nel 1984 a causa delle sue flora e fauna acquatiche e della ricca vegetazione di canneti e cariceti. Ha una delle più particolari flore sommerse dell'area, con 8 specie di lenticchie d'acqua. Si trova anche una grande varietà di sanguisughe e molluschi gasteropodi, oltre ad un modesto numero di uccelli selvatici di passaggio durante le migrazioni, come fischione, smergo comune e cigno selvatico. Il lago costituisce un habitat ideale per i fischioni e altri uccelli, con falchi pescatori che si incontrano regolarmente a pescare il pesce. È inoltre un luogo importante per le farfalle.

## Tempo libero
L'"Aberdeen Waterski and Wakeboard Club" utilizza il loch per le proprie attività ed il club è stato anche responsabile per la manutenzione della diga negli anni '80. In inverno, con la formazione del ghiaccio sulla superficie, viene anche utilizzato per il curling; un torneo di questo sport si è tenuto sul loch nel 1891 e l'Aboyne Curling Club aveva anche la propria stazione ferroviaria privata, chiamata Aboyne Curling Pond railway station, i cui resti sono ancora visibili.
È possibile richiedere il permesso di pesca e la fauna presente di persici, lucci e anguille è stata incrementata nel 2002 e 2003 con rutili, orate, idi e carpe. Sulla costa settentrionale si trova l'Aboyne Golf Club e i suoi campi. L'Aboyne Loch Caravan Park si trova su una penisola che si estende nel loch, e sulla costa nord si trova anche The Lodge all'interno di una stazione termale.